# Dürnstein

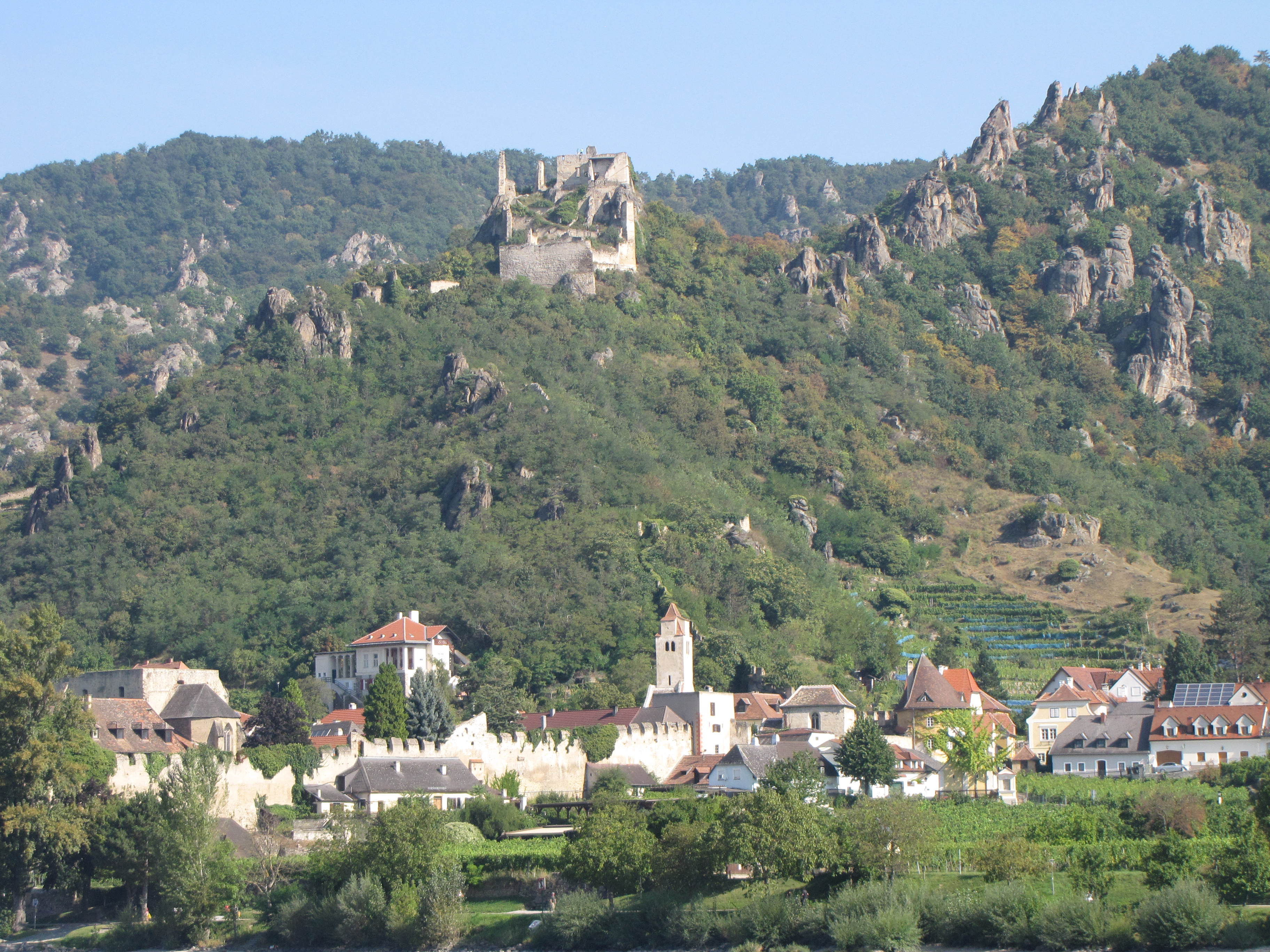
Slottsruinen ovanför Dürnstein.

Dürnstein är en stadskommun i distriktet Krems i förbundslandet Niederösterreich i Österrike. Kommunen har 807 invånare (2024).
Högt ovanför bebyggelsen ligger en gammal borgruin. Den är en del av Kulturlandskapet Wachau, ett av Unescos världsarv.

## Orter
Kommunen består av fem orter (Ortschaften) (inom parentes invånarantal 1 januari 2024):
- Dürnstein (294)
- Dürnsteiner Waldhütten (47)
- Oberloiben (156)
- Rothenhof (10)
- Unterloiben (300)